# Монтедоро
Монтедоро (італ. Montedoro, сиц. Muntidoru) — муніципалітет в Італії, у регіоні Сицилія,  провінція Кальтаніссетта.
Монтедоро розташоване на відстані близько 510 км на південь від Рима, 85 км на південний схід від Палермо, 23 км на захід від Кальтаніссетти.

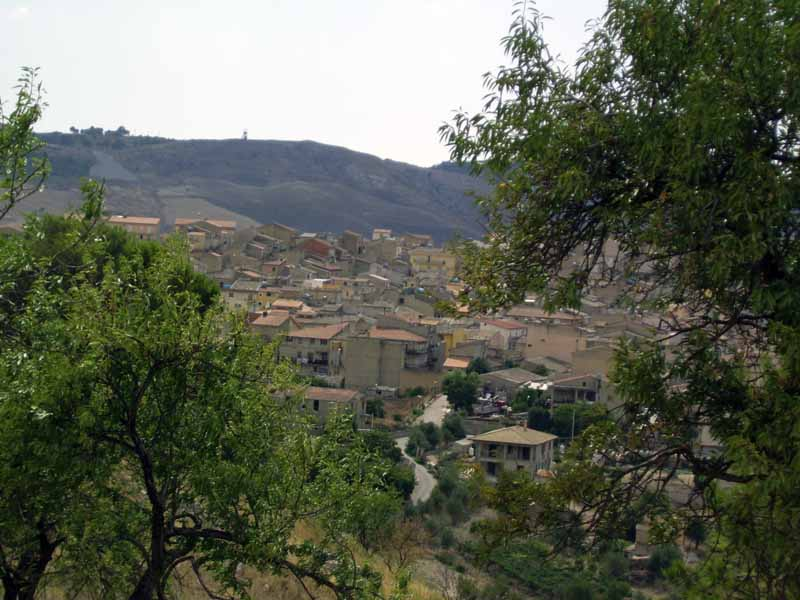

Населення — 1635 осіб (2014).
Покровитель — San Giuseppe.

## Демографія
Населення за роками:

Станом на 1 січня 2023 року в муніципалітеті офіційно проживало 79 іноземців з 16 країн, серед них 36 громадян країн Євросоюзу.

## Сусідні муніципалітети
- Бомпенсьєре
- Канікатті
- Муссомелі
- Ракальмуто
- Серрадіфалько